# Дембица-Товарная
Дембица-Товарная (пол. Dębica Towarowa) — грузовая железнодорожная станция в городе Дембица, в Подкарпатском воеводстве Польши.
Товарная грузовая станция на железнодорожной линии Лодзь-Калиская — Дембица, построена в 1943 году.